# Дрјењица
Дрјењица (слч. Drienica) насељено је мјесто са административним статусом сеоске општине (слч. obec) у округу Сабинов, у Прешовском крају, Словачка Република.

## Становништво
| Година:    | 1994. | 2004.   | 2014.   | 2024.   |
| ---------- | ----- | ------- | ------- | ------- |
| Број људи: | 671   | 691     | 734     | 758     |
| Разлика:   |       | +2,98 % | +6,22 % | +3,26 % |

| Година:    | 2023. | 2024.   |
| ---------- | ----- | ------- |
| Број људи: | 771   | 758     |
| Разлика:   |       | -1,68 % |

Према подацима о броју становника из 2011. године насеље је имало 714 становника.